# Matteo Tagliariol
Matteo Tagliariol, född den 7 januari 1983 i Treviso, Italien, är en italiensk fäktare som bland annat tog OS-guld i herrarnas värja i samband med de olympiska fäktningstävlingarna 2008 i Peking.